# Rhododendron dalhousieae
Rhododendron dalhousieae  (лат.) —  вид рода Рододендрон семейства Вересковые (Ericaceae).
Вид назван в честь жены генерал-губернатора Индии в то время.

## Распространение и экология
Естественный ареал находится в восточных Гималаях, от центрального Непала до Аруначал-Прадеша, на высотах 2000—2500 метров над  уровнем моря.
Встречается на территории Бангладеш, Бутана, Индии (Сикким), в восточном Непале, и северном Тибете.

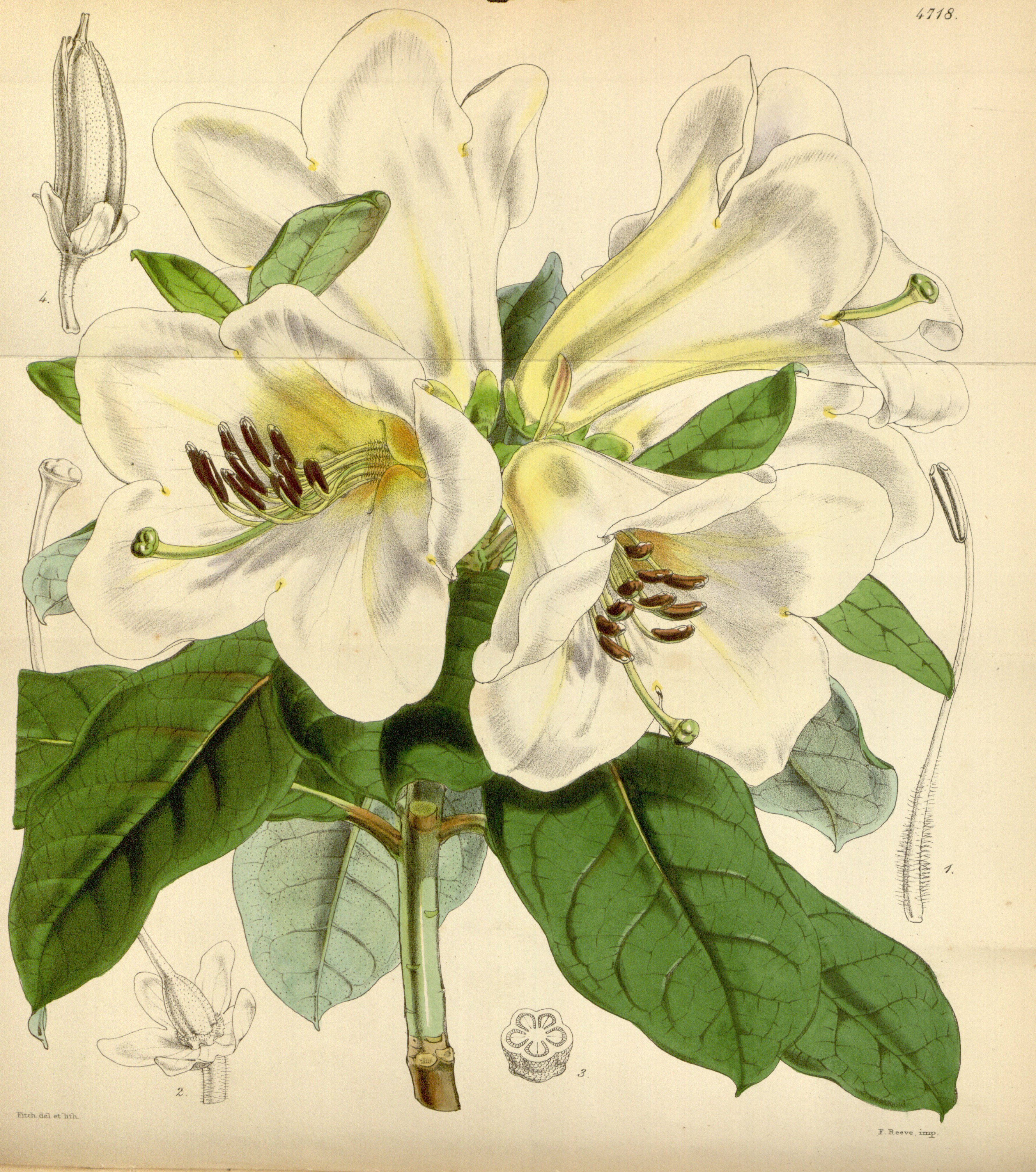
Ботаническая иллюстрация из Curtis's botanical magazine 79: 4718. (1853)

Произрастает в лесах, встречается на окраинах смешанных лесов, на склонах холмов, в расщелинах скал, как эпифиты или наземные растения.

## Ботаническое описание
Эпифитный, реже свободнорастущий кустарник, около 2 м высотой. Молодые побеги чешуйчато-щетинистые. 
Листовая пластинка тонкокожистая, продолговатая, с часто-зубчатыми краями. Листья в основном узко-эллиптические, реже обратно-яйцевидные, размерами 9–11 × 3–4 см, суженные к основанию и к более-менее закругленной верхушке, сидят на чешуйчатых черешках длиной около 15 мм. 
Нижняя поверхность листа сероватая или буровато-зелёная с мелкими железистыми чешуйками, сидящими друг от друга дальше, чем их собственный диаметр; 
Средняя жилка листа выступает с обеих сторон листовой пластины. 
Цветки ароматные. Соцветие 2—3-цветковое, цветоножки 15–20 мм, густо чешуйчатые, белые, опушенные.
Чашечка глубоко 5-лопастная, лопасти продолговатые или продолговато-треугольные, на вершине закругленные, 10-15 х 5-10 мм, чешуйчатые у основания, середины лопастей с малочисленными или множественными нитевидно-игольчатыми волосками.
Венчик бледно-жёлтый, 8—10,5 см, иногда с бледно-красными полосками, идущими от основания к вершинам лопастей; трубка 60–75 мм, внешняя поверхность без чешуек или только с несколькими чешуйками. Тычинок 10, нити в нижней части опушенные, пыльники около 12 мм. 
Капсула цилиндрическо-веретенообразная, около 45 мм, 5-ребристая, лопасти килевидные. 
Цветение: май—июнь.

## Таксономия
Rhododendron dalhousieae Hook.f., The Rhododendrons of Sikkim-Himalaya 1: pl. 1 & 2. 1849.
Гукер в знак признательности и уважения назвал новый вид, как самый благородный из всех рододендронов, в честь леди Сьюзан Браун-Рамзи, маркизы Далхаузи  жены тогдашнего генерал-губернатора Индии Джеймса Эндрю Браун-Рамзи, маркиза Дальхузи.
… to the Lady of the present Governor-General of India, I have, as a mark of grateful esteem and respect, dedicated the noblest species of the whole race.

### Синонимы
- Rhododendron macrocarpos Griff., Itin. Pl. Khasyah Mts. 138. 1848.
- Rhododendron macrocarpum Van Houtte, J. Gén. Hort. 12: 83. 1857.
- Rhododendron lindleyanum Lavallée, Énum. Arbres: 156. 1877.
- Azalea macrocarpa (Griff.) Kuntze, Revis. Gen. Pl. 2: 386. 1891.

### Разновидности
- Rhododendron dalhousieae var. rhabdotum (Balf.f. & R.E.Cooper) Cullen, Notes Roy. Bot. Gard. Edinburgh 36(1): 107. 1978.
- Rhododendron dalhousieae var. tashii (Pradhan & Lachungpa) D.Bhattach., Fasc. Fl. India 25: 51. 2014.